# Centre-Est du Paraná
 (mai 2017).
Si vous disposez d'ouvrages ou d'articles de référence ou si vous connaissez des sites web de qualité traitant du thème abordé ici, merci de compléter l'article en donnant les références utiles à sa vérifiabilité et en les liant à la section « Notes et références ».
Le Centre-Est du Paraná est l'une des 10 mésorégions de l'État du Paraná. 

## Description
Elle regroupe 14 municipalités groupées en 3 microrégions.

## Données
La région compte 679 379 habitants pour 21 850 km2.

## Microrégions
La mésorégion Centre-Est du Paraná est subdivisée en 3 microrégions:
- Jaguariaíva
- Ponta Grossa
- Telêmaco Borba